# Gemma Ward
Gemma Ward (Perth, 3 de novembro de 1987) é uma modelo e atriz australiana.

## Biografia
Gemma Ward nasceu em Perth na Austrália Ocidental em 3 de novembro de 1987, a segunda de quatro filhos de Gary Ward, um médico, e Claire, uma enfermeira, tendo Sophie como a irmã mais velha (também é modelo) e seus irmãos gêmeos Oscar e Henrique. Ela foi educada no Colégio das Damas Presbiterianas e Colégio Shenton. Gemma era a palhaça da família cuja ambição era ser atriz. Sua paixão por atuar nasceu em 1997, quando interpretou a bruxa da peça "João e Maria" na escola quando tinha dez anos.
Ward foi descoberta em 2002, aos quatorze anos de idade, enquanto acompanhava seus amigos para "Australian modelling competition Search for a Supermodel" (Competição Australiana: Pesquisando para ser uma Supermodelo). Gemma disse em uma entrevista para a Vogue Adolescente: 
Eu tinha vindo direto da fazenda do meu tio e minha tia, estava usando essa jaqueta cinza com grande celeiro de lama por toda parte. Quando o caçador (de talentos) se aproximou de mim, eu disse, 'Não, obrigado ". Eles forjaram a assinatura da minha mãe [para o consentimento obrigatório dos pais], e me empurraram na frente das câmeras.
Ward não venceu a competição, mas seu olhar, frágil único, chamou a atenção de um olheiro da Vivien's Model Agency que viu o seu potencial e fez um desfile. O desfile, em seguida, pousou sobre a mesa de um olheiro: David Cunningham da New York agency IMG: "Olha como ela está confiante. Quero dizer, ela parece que ela vem fazendo isso há anos, e ela é uma garota de 15 anos de idade, andando em um beco em Perth [...] Ela é uma supermodelo, com certeza", disse Cunningham .
Desfilou para Versace, Gucci, Chanel, Valentino, Alexander McQueen, Balenciaga, Burberry, Christian Dior, Dolce & Gabbana, Hermès, Jean-Paul Gaultier, Karl Lagerfeld, Louis Vuitton, Prada, Swarovski, Valentino e Yves Saint-Laurent. Fotografou para Vogue e W. Foi o rosto do perfume Obsession Night for Men de Calvin Klein.
Segundo a revista Forbes, Gemma Ward foi, em 2006, a 10ª modelo mais bem paga do mundo, com ganhos estimados em 3 milhões de dólares e em 2007 a 11ª, com igualmente 3 milhões.

## Filmografia
| Ano  | Título                                            | Personagem     | Notas |
| ---- | ------------------------------------------------- | -------------- | --- |
| 2001 | Pink Pyjamas                                      | Heidi          | |
| 2008 | Sei que vou te amar                               | Jackie Masters | Nomeada – Film Critics Circle of Australia Award for Best Actress Nomeada – Inside Film Award for Best Actress |
| 2008 | The Strangers                                     | Dollface       | |
| 2011 | Piratas do Caribe: Navegando em Águas Misteriosas | Tamara         | Viveu uma sereia                                                                                               |